# اینسل
اینسِل (‎i‎/ˈɪnsɛl/‎ IN-sel؛ تکواژی چند وجهی از تبتل‌ورزان ناخواسته (involuntary celibates)) اصطلاحی است مرتبط با یک زیرفرهنگ اینترنتی که عمدتاً شامل مردان دگرجنس‌گرا است که خود را ناتوان از یافتن یک رابطهٔ عاشقانه یا شریک جنسی می‌دانند، با آنکه خواهان چنین رابطه‌ای هستند. این افراد اغلب زنان و دختران را مقصر می‌دانند، آنان را شیءانگارانه می‌بینند و تحقیر می‌کنند. این اصطلاح در ابتدا حدود سال ۱۹۹۷ با شکل «invcel» توسط یک دانشجوی زن کوئیر کانادایی به نام آلانا ساخته شد، اما تا سال ۱۹۹۹ به شکل «incel» تغییر یافت، و در دههٔ ۲۰۱۰، پس از تأثیر تروریست‌های زن‌ستیز مانند تیراندازی در آیلا ویستا در سال ۲۰۱۴ و حادثهٔ ون تورنتو در سال ۲۰۱۸ به شهرت رسید.
گفتمان آنلاین این زیرفرهنگ با تندخویی، خصومت، شیءانگاری جنسی، زن‌ستیزی، مردم‌ستیزی، خودخوری و خودبیزاری، نژادپرستی، حس استحقاق به رابطهٔ جنسی، سرزنش زنان و افراد موفق در روابط جنسی برای وضعیت خودشان (که اغلب به‌عنوان تعین‌گرایی ناشی از جبرگرایی زیستی، ژنتیک تکاملی یا یک بازی ناعادلانه تلقی می‌شود)، هیچ‌انگاری، فرهنگ تجاوز و حمایت از خشونت جنسی و غیرجنسی علیه زنان و افراد دارای روابط جنسی توصیف شد ه است. جوامع اینسل به طور فزاینده‌ای از سوی پژوهشگران، مقامات دولتی و دیگران به دلیل زن‌ستیزی، ترویج و تشویق خشونت، و افراط‌گرایی مورد انتقاد قرار گرفته‌اند. در گذر زمان، این زیرفرهنگ با افراط‌گرایی و تروریسم پیوند خورده است و از سال ۲۰۱۴ تاکنون، چندین کشتار جمعی، عمدتاً در آمریکای شمالی، توسط افرادی که خود را اینسل معرفی می‌کردند انجام شد ه است، همچنین موارد دیگری از خشونت یا تلاش برای اعمال خشونت نیز رخ داده است.
مرکز حقوقی فقر جنوبی این زیرفرهنگ را «بخشی از اکوسیستم آنلاین برتری‌طلبی مردانه» توصیف کرده که در فهرست گروه‌های نفرت‌پراکن این مرکز قرار دارد. انجمن جهانی اینترنت برای مقابله با تروریسم بیان کرد ه است که «جامعهٔ اینسل دارای ایدئولوژی زن‌ستیزانه‌ای است که زنان را از نظر ژنتیکی پایین‌تر از مردان می‌داند، چرا که میل جنسی آن‌ها را به تولیدمثل با مردان از نظر ژنتیکی برتر سوق می‌دهد و به همین دلیل، مردان نامطلوبی همچون خود اینسل‌ها را کنار می‌گذارد»؛ این دیدگاه «تمام نشانه‌های یک ایدئولوژی افراطی را داراست». همچنین، ترکیب آرزوی بازگشت به گذشته‌ای افسانه‌ای که در آن همهٔ مردان حق رابطهٔ جنسی با زنان فرودست را داشتند، همراه با احساس شکست از پیش تعیین‌شده و هیچ‌انگاری، این جهان‌بینی را خطرناک می‌سازد. برآوردها از اندازهٔ کلی این خرده‌فرهنگ بسیار متفاوت است و از چند هزار تا چند صد هزار نفر متغیر گزارش شد ه است.

## تاریخچه و سازمان
نخستین وب‌سایتی که از اصطلاح «اینسل» استفاده کرد، پروژه‌ای به‌نام «پروژهٔ تجرد ناخواستهٔ آلانا» بود که در سال ۱۹۹۷ توسط آلانا، دانشجویی در کانادا، برای گفتگو دربارهٔ نداشتن فعالیت جنسی خود با دیگران راه‌اندازی شد. برخی رسانه‌ها به‌اشتباه تاریخ آغاز آن را سال ۱۹۹۳ دانسته‌اند، که در واقع مربوط به تجربه‌ای شخصی است که بعدها الهام‌بخش طراحی این صفحه شد. این وب‌سایت به محلی برای افرادی از تمام جنسیت‌ها و گرایش جنسی‌ها تبدیل شد تا افکار و تجربیات خود را به اشتراک بگذارند. آلانا در همان سال ۱۹۹۷ یک لیست پست‌سپاری در این زمینه راه‌اندازی کرد که از سرواژهٔ INVCEL استفاده می‌کرد. این واژه بعداً به «incel» کوتاه شد و به‌معنای «هر فردی از هر جنسیتی که احساس تنهایی می‌کرد، هرگز رابطهٔ جنسی نداشته بود یا برای مدت طولانی وارد رابطه‌ای نشده بود» به‌کار می‌رفت.
در دوران دانشگاه و پس از آن، آلانا دریافت که دوجنس‌گرا است و به‌تدریج با هویت خود احساس راحتی بیشتری پیدا کرد. حدود سال ۲۰۰۰، او مشارکت در پروژهٔ آنلاینش را متوقف و وب‌سایت را به فردی ناشناس واگذار کرد. آلانا در سال ۲۰۱۸ دربارهٔ پروژه‌اش گفت: «این واقعاً یک مشت مرد نبودند که زنان را مقصر مشکلاتشان می‌دانستند. این تصویر غم‌انگیزی از پدیده‌ای است که امروز می‌بینیم. طی ۲۰ سال گذشته خیلی چیزها تغییر کرده‌اند». وقتی آلانا دربارهٔ تیراندازی در آیلا ویستا خواند و دید که بخش‌هایی از زیرفرهنگ اینسل، عامل حمله را ستایش می‌کنند، نوشت: «مثل دانشمندی هستم که چیزی اختراع کرده که نهایتاً به سلاح جنگی تبدیل شده؛ نه می‌توانم این واژه را از نو اختراع نکرده باشم، و نه می‌توانم استفاده از آن را محدود به آدم‌های خوب‌تر و نیازمندتر کنم». او از تغییر معنای واژه نسبت به نیت اولیه‌اش ابراز تأسف کرد؛ نیتی که هدفش ایجاد «جامعه‌ای فراگیر» برای افرادی از همهٔ جنسیت‌ها بود که به‌دلیل مهارت‌های اجتماعی پایین، محرومیت اجتماعی یا اختلال روانی از رابطهٔ جنسی محروم مانده بودند.
در سال ۲۰۰۳، تابلوی پیام love-shy.com راه‌اندازی شد تا محلی برای افرادی باشد که احساس می‌کردند دائماً طرد می‌شوند یا در برقراری ارتباط با شریک احتمالی بسیار خجالتی‌اند و می‌خواستند دربارهٔ وضعیت خود گفتگو کنند. این وب‌سایت نسبت به نمونهٔ دیگر آن یعنی IncelSupport که آن نیز در دههٔ ۲۰۰۰ راه‌اندازی شده بود، نظارت سخت‌گیرانه‌تری نداشت. در حالی که IncelSupport از زنان و مردان استقبال می‌کرد و پست‌های زن‌ستیزانه را ممنوع کرده بود، کاربران love-shy.com عمدتاً مرد بودند. در طول دههٔ بعد، ترکیب اعضای love-shy.com و جوامع حاشیه‌ای راست‌گرای آنلاین مانند ۴چن به‌طور فزاینده‌ای با هم همپوشانی یافت. در دههٔ ۲۰۰۰، جوامع اینسل به‌تدریج رادیکال‌تر شدند، چرا که رفتارهایی را پذیرفتند که در انجمن‌هایی مانند ۴چن و ردیت رایج بود؛ جایی که پست‌های افراطی برای کسب توجه تشویق می‌شدند.
به گفتهٔ بروس هافمن و همکارانش، هم‌زمان با فراگیر شدن اظهارنظرهای «لب مرز» و افراطی در جوامع اینسل، ترول‌گری افراطی و «شت‌پستینگ» نیز در این فضا رشد کرد. انجمن r/incels در ردیت، به یکی از فعال‌ترین جوامع اینسل در اینترنت تبدیل شد. این انجمن به‌عنوان محلی شناخته می‌شد که مردان در آن، زنان را مقصر وضعیت تجرد ناخواستهٔ خود می‌دانستند، گاهی از تجاوز جنسی یا اشکال دیگر خشونت حمایت می‌کردند، و مطالب زن‌ستیزانه و اغلب نژادپرستانه منتشر می‌نمودند. در ۷ نوامبر ۲۰۱۷، ردیت این انجمن را در پی اجرای سیاست جدیدی که در اکتبر همان سال تصویب شده بود مسدود کرد؛ این سیاست انتشار «محتوایی که به خشونت یا آسیب فیزیکی علیه فرد یا گروهی از مردم تشویق، تجلیل یا تحریک کند یا خواستار آن باشد» را ممنوع می‌کرد. در زمان مسدودسازی، این جامعه حدود ۴۰٬۰۰۰ عضو داشت.
جامعهٔ اینسل پس از بسته‌شدن r/incels، به فعالیت خود در سایر زیرردیت‌ها در ردیت ادامه داد، از جمله در زیرردیت r/braincels. با اینکه لحن این انجمن مشابه r/incels بود، مدیران r/braincels اعلام کردند که آن‌ها از خشونت یا افراد خشونت‌طلب حمایت نمی‌کنند و آن را تجلیل نمی‌نمایند؛ و این تفاوت را دلیل بقای اولیهٔ انجمن خود در مقایسه با سلف آن دانستند که به‌دلیل محتوای خشونت‌آمیز مسدود شده بود. با این حال، در ۳۰ سپتامبر ۲۰۱۹، زیرردیت r/braincels نیز پس از آن‌که ردیت سیاست‌های ممنوعیت خود را گسترش داد، مسدود شد. در پی این اقدامات، جوامع اینسل شروع به ترک پلتفرم‌های عمومی کردند و به‌جای آن، به استفاده از انجمن‌های بسته و اختصاصی برای موضوعات خود روی آوردند.
در دههٔ ۲۰۱۰، این زیرفرهنگ با مسدودسازی r/incels و همچنین وقوع مجموعه‌ای از کشتارهای جمعی که توسط مردانی انجام شد که یا خود را عضو این زیرفرهنگ می‌دانستند یا ایدئولوژی مشابهی داشتند، توجه عمومی بیشتری را به خود جلب کرد. افزایش توجه به جوامع اینسل به احساس «استحقاق آسیب‌دیده» در میان برخی مردان نسبت داده شده است؛ مردانی که احساس می‌کنند از حقوقی که شایستهٔ آن هستند محروم شده‌اند و زنان را به‌خاطر نداشتن رابطهٔ جنسی مقصر می‌دانند. از حدود سال ۲۰۱۹، برخی از اینسل‌هایی که خود را چنین معرفی می‌کنند، تلاش کرده‌اند دیدگاه‌های خود را به‌گونه‌ای بازتعریف کنند که بیشتر با جریان اصلی جامعه هماهنگ به‌نظر برسد؛ از طریق نوشتن پست‌های وبلاگی و مقالات در ویکی‌ها و انجمن‌های موضوع‌محور. این مطالب معمولاً بیان‌های آشکار زن‌ستیزانه را در بخش‌هایی از زیرفرهنگ اینسل رد می‌کنند، بر ناهمگونی در میان جوامع اینسل تأکید دارند، و اینسل‌ها را نه به‌عنوان یک زیرفرهنگ اینترنتی، بلکه به‌عنوان افرادی در یک وضعیت زیستی مشترک معرفی می‌کنند؛ وضعیتی که ممکن است حتی شامل افرادی شود که عضو این زیرفرهنگ نیستند.
در سال ۲۰۲۱، م. کلی در مؤسسهٔ پژوهشی همکاران پژوهشی سیاسی نوشت که این تلاش‌ها برای بازتعریف هویت اینسل با نحوهٔ خودتعریفی و شیوه‌های مدیریت درون‌گروهی آن‌ها در تضاد است؛ زیرا در این جوامع کاربران مدام مشروعیت دیگر اعضا را به‌عنوان «اینسل واقعی» به چالش می‌کشند، اما در عین حال افرادی را که پیش‌تر تجربهٔ جنسی داشته‌اند، در صورتی که ایدئولوژی سیاسی مشابهی داشته باشند، به‌عنوان عضو می‌پذیرند.

### افراط‌گرایی
از اواخر دههٔ ۲۰۱۰، جوامع اینسل افراط‌گراتر شدند و تمرکز بیشتری بر خشونت پیدا کردند. این تحول به عوامل مختلفی نسبت داده شده است، از جمله تأثیر گروه‌های نفرت‌پراکن اینترنتی هم‌پوشان، و ظهور گروه‌های راست‌گرایی آلترناتیو و برترپنداری نژاد سفید. خطاب‌های زن‌ستیزانه و خشونت‌طلبانهٔ برخی از اعضای این جوامع باعث شد که وب‌سایت‌ها و میزبان‌های اینترنتی بسیاری این گروه‌ها را مسدود کنند.
جوامع اینسل همچنان در پلتفرم‌های آسان‌گیرتری مانند ۴چن، 8chan، و گب فعال هستند، همچنین در انجمن‌های اینترنتی‌ای که به‌طور خاص برای این موضوع ایجاد شده‌اند. اینسل‌هایی که افراط‌گراتر هستند و خود را چنین معرفی می‌کنند، به‌طور فزاینده‌ای به فضاهای پنهان‌تری مهاجرت کرده‌اند، از جمله به خدمات گفت‌وگوی مرتبط با بازی‌های رایانه‌ای (مانند دیسکورد) و دارک وب، تا از مسدودسازی سایت‌ها و همچنین خودسانسوری که در برخی جوامع اینسل برای دوری از توجه نهادهای امنیتی یا ارائه‌دهندگان خدمات اینترنتی شکل گرفته، دور بمانند.
از سال ۲۰۱۸ و در طول دههٔ ۲۰۲۰، ایدئولوژی اینسل از سوی دولت‌های آمریکای شمالی و پژوهشگران به‌عنوان تهدیدی تروریستی توصیف شد ه است، و نیروهای امنیتی در مورد این زیرفرهنگ هشدارهایی صادر کرده‌اند. در ماه مهٔ ۲۰۱۹، یک مرد آمریکایی به‌دلیل تهدید تروریستی به حداکثر پنج سال زندان محکوم شد. او در شبکه‌های اجتماعی نوشته بود: «قصد دارم به یک مکان عمومی تیراندازی کنم ... هر دختری را که ببینم خواهم کشت». در سپتامبر ۲۰۱۹، نیروی زمینی ایالات متحدهٔ آمریکا به سربازان دربارهٔ احتمال وقوع خشونت در سالن‌های نمایش فیلم جوکر هشدار داد، پس از آن‌که «گفت‌وگوهایی نگران‌کننده و بسیار مشخص» در میان اینسل‌هایی که در دارک‌وب فعالیت می‌کردند، کشف شد.
در گزارشی که در ژانویهٔ ۲۰۲۰ از سوی ادارهٔ ایمنی عمومی تگزاس منتشر شد، جنبش اینسل به‌عنوان یک «تهدید نوظهور تروریسم داخلی» توصیف شده بود که «ممکن است به‌زودی با سطح مرگ‌باری سایر انواع تروریسم داخلی برابری کند یا حتی از آن فراتر رود». در مقاله‌ای که در سال ۲۰۲۰ توسط بروس هافمن و همکارانش در نشریهٔ مطالعات در تعارض و تروریسم منتشر شده، نتیجه‌گیری شده‌ است که «تجلی‌های خشونت‌آمیز این ایدئولوژی تهدیدی جدید در زمینهٔ تروریسم به‌شمار می‌رود که نباید از سوی نهادهای مجری قانون داخلی نادیده گرفته یا کم‌اهمیت تلقی شود».
جان هورگان، استاد روان‌شناسی در دانشگاه ایالتی جورجیا که در سال ۲۰۱۹ یک کمک‌هزینهٔ ۲۵۰٬۰۰۰ دلاری از وزارت امنیت داخلی ایالات متحدهٔ آمریکا برای مطالعهٔ زیرفرهنگ اینسل دریافت کرده بود، توضیح داد که چرا ایدئولوژی اینسل با تروریسم هم‌ارز دانسته می‌شود: «این‌که اینسل‌ها در پی تغییر شرایط در سطحی بزرگ‌تر و ایدئولوژیک‌تر هستند، از نظر من دقیقاً همان چیزی است که آن را به یک نمونهٔ کلاسیک از تروریسم تبدیل می‌کند. این به‌معنای آن نیست که همهٔ اینسل‌ها تروریست‌اند. اما اقدامات خشونت‌آمیز اینسل‌ها، بی‌تردید، از نظر من تروریسم است».
در فوریهٔ ۲۰۲۰، حمله با قمه در تورنتو (۲۰۲۰) که گفته می‌شد با انگیزهٔ ایدئولوژی‌های اینسل انجام شده، به نخستین مورد از این نوع خشونت تبدیل شد که به‌عنوان تروریسم تحت پیگرد قرار گرفت. پلیس سواره‌نظام سلطنتی کانادا اعلام کرد که زیرفرهنگ اینسل را جنبشی از نوع «افراط‌گرایی خشونت‌آمیز با انگیزهٔ ایدئولوژیک» تلقی می‌کند. در سال ۲۰۲۱، جیکوب وِر در نشریهٔ روندها و تحلیل‌های ضدتروریسم نوشت که تحلیل‌های مربوط به اینسل عمدتاً بر ایالات متحده و کانادا متمرکز بوده‌اند، چرا که بیشترین حملات با انگیزهٔ اینسل در این کشورها رخ داده‌ است. در مارس ۲۰۲۲، سرویس مخفی ایالات متحدهٔ آمریکا از طریق مرکز ملی ارزیابی تهدید، مطالعهٔ موردی‌ای با عنوان «هات یوگا تالاهسی: مطالعه‌ای موردی از افراط‌گرایی زن‌ستیزانه» منتشر کرد تا به بررسی تیراندازی در تالاهسی ۲۰۱۸ در یک استودیوی هات یوگا بپردازد و توجه‌ها را به «تهدید خاص ناشی از افراط‌گرایی زن‌ستیزانه» جلب کند.

### تالارهای گفتگو
در سال ۲۰۱۷، بزرگ‌ترین انجمن اینسل توسط یکی از مدیران پیشین زیربخش r/incels در ردیت بنیان‌گذاری شد. این انجمن تا اکتبر ۲۰۲۲ نزدیک به ۱۵٬۰۰۰ عضو داشت. ساختار آن از تالارهای گفتگوی عمومی و ثبت‌نامی تشکیل شده‌ است که افراد خودمعرفی‌شده به‌عنوان اینسل می‌توانند در آن دربارهٔ تجربیات شخصی‌شان گفتگو کنند. مدیران این انجمن زنان و افراد ال‌جی‌بی‌تی را از عضویت منع کرده‌اند و اعلام کرده‌اند که این فضا برای افراد دگرجنس‌گرا طراحی شده‌ است. در سال ۲۰۲۰، تالیا لاوین در کتاب خود با عنوان جنگ‌سالاران فرهنگی فرهنگ حاکم بر این وب‌سایت را ترکیبی از «ادعاهای رقابتی»، «لاف‌زنی‌های میخانه‌ای» و محتوای شوک‌آور توصیف کرد. در سال ۲۰۲۳، رولینگ استون فرهنگ این سایت را انتقام‌جویانه توصیف کرد و نمونه‌ای از آن را این‌گونه گزارش داد: یکی از مدیران پیشین انجمن که وارد رابطهٔ عاشقانه‌ای شد، از سوی کاربران دیگر به‌عنوان «اینسل قلابی» طرد شد. در سال ۲۰۱۹، واکس گزارش داد که فرهنگ حاکم بر این سایت شامل ستایش از عاملان کشتارهای جمعی است و مدیران سایت با این موضوع برخوردی جدی ندارند.
این وب‌سایت از زمان راه‌اندازی، از چندین دامنهٔ سطح‌بالا استفاده کرده‌ است؛ زیرا یکی از ثبت‌کننده‌های دامنه به دلیل محتوای خشونت‌آمیز و زن‌ستیز، آن را معلق کرد، و ثبت مجدد آن نیز توسط ثبت‌کننده‌ای دیگر رد شد. مالکان این وب‌سایت همچنین یک ویکی نیز اداره می‌کنند، که پژوهشگرانی که در نشریهٔ رسانه‌های نوین و جامعه منتشر کرده‌اند، آن را به دلیل گلچین‌کردن منابع دانشگاهی برای تبلیغ دیدگاه‌های زن‌ستیزانه نقد کرده‌اند.

#### ارتباط با انجمن‌های خودکشی
در سپتامبر ۲۰۲۲، مرکز مقابله با نفرت دیجیتال مستقر در بریتانیا گزارشی دربارهٔ بزرگ‌ترین انجمن اختصاصی اینسل‌ها (بر پایهٔ بازدید ماهانه) و شبکه‌ای از وب‌گاه‌های مرتبط منتشر کرد که توسط دو فرد با نام مستعار اداره می‌شوند. واشینگتن پست، نیویورک تایمز، و مرکز مقابله با نفرت دیجیتال این دو نفر را دیه‌گو خواکین گالانته، ساکن اروگوئه، و لامارکوس اسمال، ساکن ایالات متحده، معرفی کردند. در دسامبر ۲۰۲۱، نیویورک تایمز گزارش داد که ۴۵ نفر را به صورت جداگانه شناسایی کرده که مرگشان با وب‌گاه «خودکشی مجاز» مرتبط بوده است، و تخمین زد که عدد واقعی احتمالاً بسیار بیشتر است. گزارشگران تایمز دریافتند که گالانته و اسمال، وب‌گاه خودکشی را در کنار چندین انجمن اینسل ایجاد و اداره کرده‌اند. مرکز مقابله با نفرت دیجیتال همچنین گزارش داد که این دو نفر انجمن‌هایی برای جوامع آنلاین مرتبط با تصویر بدنی و بیکاری نیز مدیریت می‌کنند.

## ایدئولوژی
بسیاری از جوامع اینسل با رنجش و نفرت، خودترحمی، نژادپرستی، زن‌ستیزی و انسان‌گریزی شناخته می‌شوند. گفت‌وگوها اغلب بر این باور متمرکزند که مردان حق دارند از رابطهٔ جنسی برخوردار باشند. دیگر موضوعات رایج شامل تنبلی، تنهایی، ناراحتی، خودکشی، بدل جنسی و تن‌فروشی است، همچنین ویژگی‌هایی که به باور آنان، جذابیت فرد را به‌عنوان شریک عاطفی افزایش می‌دهد، مانند ظاهر، درآمد یا شخصیت. جامعهٔ اینسل دارای نوعی هویت قربانی مشترک است که در آن افراد به شکلی تقدیرگرایانه شکست‌های خود را گرامی می‌دارند و یکدیگر را از تلاش برای موفقیت عاطفی بازمی‌دارند.
مخالفت با فمینیسم و حقوق زنان در میان اینسل‌ها رایج است. برخی کاربران، جنبش آزادی‌بخش زنان را عامل ناتوانی خود در یافتن شریک عاطفی می‌دانند. برخی بر این باورند که زمانی دوران طلایی وجود داشته که در آن زوج‌ها در سنین پایین ازدواج می‌کردند، به‌شدت تک‌همسر بودند و به نقش جنسیتی سنتی پایبند می‌ماندند. به باور آنان، در آن زمان ظاهر نقش کم‌تری در شکل‌گیری روابط عاشقانه داشت و «حق» مردان برای رابطهٔ جنسی با زنان هرگز زیر سؤال نمی‌رفت. طرفداران این باور اغلب در تعیین دقیق زمان آن دوران اختلاف نظر دارند، اما در این‌که این نظم پیشین به‌تدریج به‌دست فمینیسم، انقلاب جنسی، آزادی زنان و پیشرفت فناوری از میان رفت، هم‌عقیده‌اند. الکسی پودنبسنی، یکی از چهره‌های برجسته در میان جوامع روسی اینسل و ضدفمینیسم، نظریه‌ای با عنوان «واژینوکاپیتالیسم» (ترکیبی از واژن و سرمایه‌داری) مطرح کرده است که در آن ادعا می‌کند زنان، مردان را از حق رابطهٔ جنسی محروم می‌کنند و همهٔ مردان مجبورند به نوعی برای رابطهٔ جنسی «بها» بپردازند.
نژادپرستی به‌طور کلی در انجمن‌های اینسل رایج تلقی می‌شود، هرچند برخی پژوهشگران در مورد میزان شیوع آن ابراز تردید کرده‌اند. در سال ۲۰۱۹، جاکی و همکارانش برآورد کردند که ۳ درصد از نظرات ثبت‌شده در انجمن‌های اینسل حاوی واژگانی از فهرست واژه‌های نژادپرستانهٔ شناسایی‌شده از سوی پژوهشگران بوده است. برخی پژوهشگران نسبت به استفاده از توصیف زبانی به‌عنوان روش اصلی برای مطالعهٔ این خرده‌فرهنگ ابراز تردید کرده‌اند و توصیه کرده‌اند که پژوهشگران آینده از روش‌های کیفی مانند مصاحبه‌های فردی بهره بگیرند تا دیدی دقیق‌تر به‌دست آورند و نتایج تحت تأثیر شیوع شوخی‌های بی‌ربط و شت‌پستینگ در انجمن‌های اینسل قرار نگیرد.
باورها و دیدگاه‌های یهودستیزانه به‌طور منظم در انجمن‌های اینسل دیده می‌شود و برخی کاربران تا آن‌جا پیش می‌روند که ظهور فمینیسم را نتیجهٔ توطئه‌ای از سوی یهودیان برای تضعیف جهان غرب می‌دانند.

### "بلک‌پیل"
اصطلاح «بلک‌پیل» (به انگلیسی: Blackpill) (به معنای «قرص سیاه») معمولاً به مجموعه‌ای از باورها اشاره دارد که عمدتاً در جوامع اینسل رواج دارند و شامل تعین‌گرایی زیستی، سرنوشت‌باوری و شکست‌طلبی برای افراد کم‌جذابیت است. باورمندان به این دیدگاه، «بلک‌پیل‌شده» خوانده می‌شوند. در انجمن پیشین اینسل در ردیت به نام r/braincels، واژهٔ «بلک‌پیل» برای میم‌هایی به‌کار می‌رفت که زنان را خودخواه، بی‌رحم و سطحی‌نگر توصیف می‌کردند.
زاک بیوشامپ، خبرنگار وب‌سایت ووکس، «بلک‌پیل» را چنین توصیف کرده است: «ایدئولوژی‌ای عمیقاً جنسیت‌زده که ... در اصل، انکار بنیادین آزادی جنسی زنان است؛ و زنان را موجوداتی سطحی، بی‌رحم و خودخواه معرفی می‌کند که اگر آزادی انتخاب داشته باشند، تنها سراغ جذاب‌ترین مردان می‌روند». این اصطلاح نخستین بار در وبلاگ «شورش باکرهٔ امگایی (به انگلیسی: Omega Virgin Revolt)» رایج شد، جایی که نشان‌دهندهٔ این باور بود که کل نظام اجتماعی دچار اختلال است و جایگاه فرد در این نظام چیزی نیست که بتوان با تلاش شخصی آن را تغییر داد. کسی که «بلک‌پیل را خورده» یعنی به این باور رسیده است که هیچ امیدی برای او وجود ندارد و ناکامی‌اش در روابط عاطفی و جنسی، پایدار و تغییرناپذیر است، حتی اگر در ظاهر، شخصیت یا ویژگی‌های دیگر خود تغییر ایجاد کند.
بسیاری از اینسل‌هایی که خود را این‌گونه معرفی می‌کنند، باورهایشان را با ارجاع به مطالعات علمی در حوزه‌هایی چون روان‌شناسی، جامعه‌شناسی، زیست‌شناسی فرگشتی، روان‌شناسی فرگشتی و علم اقتصاد تقویت می‌کنند. گردآورده‌هایی از پژوهش‌هایی که گمان می‌رود این باورها را تأیید می‌کنند، گاه «بلک‌پیل علمی» نامیده می‌شوند. برخی پژوهشگران روان‌شناسی فرگشتی، برداشت اینسل‌ها از مطالعات این حوزه—مانند فرضیهٔ چندگانگی راهبردی یا «راهبرد جفت‌گیری دوتایی»—را به چالش کشیده‌اند. پژوهشگران مؤسسهٔ گفت‌وگوی راهبردی توسل اینسل‌ها به علم را بخشی از راهبردی با عنوان «استدلال با فرسایش» دانسته‌اند، که در آن «تعداد زیادی ارجاع با کیفیت مشکوک برای پشتیبانی از ادعاهایی پرسش‌برانگیز مطرح می‌شود».
اینسل‌هایی که خود را این‌گونه معرفی می‌کنند، به‌طور منظم از ایده‌هایی مانند «هایپرگامی زنانه»، برتری ژنتیکی مردان بر زنان، و «قاعدهٔ ۸۰/۲۰» (کاربردی از اصل پارتو که بر اساس آن اینسل‌ها ادعا می‌کنند ۸۰٪ از زنان تنها به ۲۰٪ از جذاب‌ترین مردان علاقه‌مندند) حمایت می‌کنند. همچنین، در میان مردان غیرسفیدپوست این خرده‌فرهنگ، نظریه‌ای با عنوان «فقط سفید باش» رایج است که معتقد است قفقازی‌ها با کم‌ترین موانع در مسیر برقراری رابطه و رابطهٔ جنسی مواجه‌اند.
اینسل‌هایی که خود را این‌گونه معرفی می‌کنند، همچنین بر این باورند که افرادی که به‌دنبال شریک عاطفی یا جنسی هستند، درگیر نوعی انتخاب جنسی بی‌رحم، سودجویانه و داروینی هستند؛ انتخابی که در آن اینسل‌ها به‌لحاظ ژنتیکی نامناسب‌اند و زنان به دلایلی چون فمینیسم یا استفاده از لوازم آرایشی دست بالا را دارند. اینسل‌ها ممکن است ناکامی خود در روابط جنسی را به عواملی چون کم‌رویی، محیط‌های کاری تفکیک‌شده از نظر جنسیتی، تصویر منفی از بدن، اندازهٔ آلت تناسلی، یا ظاهر فیزیکی نسبت دهند. آنان اغلب باور دارند که تنها چیزی که از ظاهر برای افزایش جذابیت مردان مهم‌تر است، ثروت است. برخی نیز باورهای خود را بر پایهٔ آثار پژوهشگران حاشیه‌ای مانند روان‌شناس اجتماعی برایان گیل‌مارتین و روان‌شناس بالینی جردن پیترسون توجیه می‌کنند.

### «قرص قرمز»
«قرص قرمز» یک تلمیح رایج در جوامع مرتبط با منوسفیر است و در برخی جوامع خارج از منوسفیر نیز دیده می‌شود. این اصطلاح از دوراهی‌ای در فیلم ماتریکس گرفته شده است که شخصیت اصلی باید میان ماندن در جهانی خیالی (با خوردن قرص آبی) یا دیدن واقعیت جهان آن‌گونه که هست (با خوردن قرص قرمز) یکی را انتخاب کند. در میان جوامعی که از این اصطلاح استفاده می‌کنند، «قرص قرمز» معمولاً به مجموعه باورهای بنیادی آن جامعه اشاره دارد، و افرادی که «قرص قرمز خورده‌اند» یا «ردپیل شده‌اند» کسانی هستند که آن باورها را پذیرفته‌اند. در جوامع منوسفیر، مانند گروه‌های مدافع حقوق مردان، و به گفتهٔ برخی پژوهشگران در جوامع اینسل نیز، «قرص قرمز خوردن» به معنای دیدن جهانی است که در آن فمینیسم قدرت زیادی به زنان داده و برتری مردانه وجود ندارد.
«بلک‌پیل» یا قرص سیاه، گسترش‌یافته‌ای از استعارهٔ قرص قرمز و قرص آبی است. میان پژوهشگران و روزنامه‌نگاران بر سر این‌که کدام باورها ذیل «قرص قرمز» و کدام ذیل «قرص سیاه» قرار می‌گیرند، و اینکه آیا ایدئولوژی بلک‌پیل یکی از ویژگی‌های تمایزبخش اندیشهٔ اینسل‌ها است یا اینکه اینسل‌هایی نیز وجود دارند که به باورهای بلک‌پیل اعتقاد ندارند، اختلاف‌نظر وجود دارد. برخی پژوهشگران و روزنامه‌نگاران از اصطلاح «قرص قرمز» برای اشاره به مجموعه باورهای رایج در میان فعالان حقوق مردان استفاده می‌کنند، و «قرص سیاه» را خلاصه‌ای از کل ایدئولوژی اینسل‌ها می‌دانند.
در سال ۲۰۲۰، هافمن و همکارانش نوشتند که «خوردن قرص سیاه» بخش اساسی از هویت اینسل است، زیرا به‌معنای پذیرش «اینسل بودن» به‌عنوان وضعیتی دائمی است. آجا رومانو نیز در سال ۲۰۱۸ در وب‌سایت ووکس نوشت: «آن‌چه همهٔ اینسل‌ها را به هم پیوند می‌دهد چیزی است که با عنوان قرص سیاه شناخته می‌شود».
در سال ۲۰۱۹، پژوهشگران اتحادیهٔ ضدافترا نوشتند که برخی اینسل‌ها به قرص قرمز باور دارند و برخی دیگر به قرص سیاه. کسانی که بر این باورند که می‌توانند شانس خود را نزد زنان بهبود دهند، پیرو قرص قرمز هستند، در حالی‌که اینسل‌هایی که باور دارند هیچ قدرتی برای تغییر موقعیت خود در جامعه یا نزد زنان ندارند، بلک‌پیل شده‌اند. بنا بر گزارش اتحادیهٔ ضدافترا، باورهایی که در قالب «قرص قرمز» خلاصه می‌شوند، بر این ایده استوارند که فمینیسم تعادل جامعه را بر هم زده و قدرت بیش از حدی به زنان داده است. اینسل‌های قرص‌قرمز معتقدند هنوز فرصت مبارزه با این نظام ناعادلانه را دارند و می‌کوشند با جذاب‌تر شدن برای زنان با آن مقابله کنند. در مقابل، اینسل‌های بلک‌پیل کسانی هستند که معتقدند هیچ راهی برای تغییر وضعیت خود ندارند. اتحادیهٔ ضدافترا می‌نویسد: «در این‌جا است که جنبش اینسل ویژگی‌های یک فرقهٔ مرگ‌محور را به خود می‌گیرد». به‌گفتهٔ اتحادیهٔ ضدافترا، کسانی که قرص سیاه را خورده‌اند با گزینه‌های اندکی روبه‌رو هستند: کنار کشیدن از زندگی (که در زبان اینسل‌ها با عبارت اختصاری «LDAR» به‌معنای «دراز بکش و بپوس» شناخته می‌شود)، خودکشی یا ارتکاب به خشونت دسته‌جمعی.

### ترویج خشونت

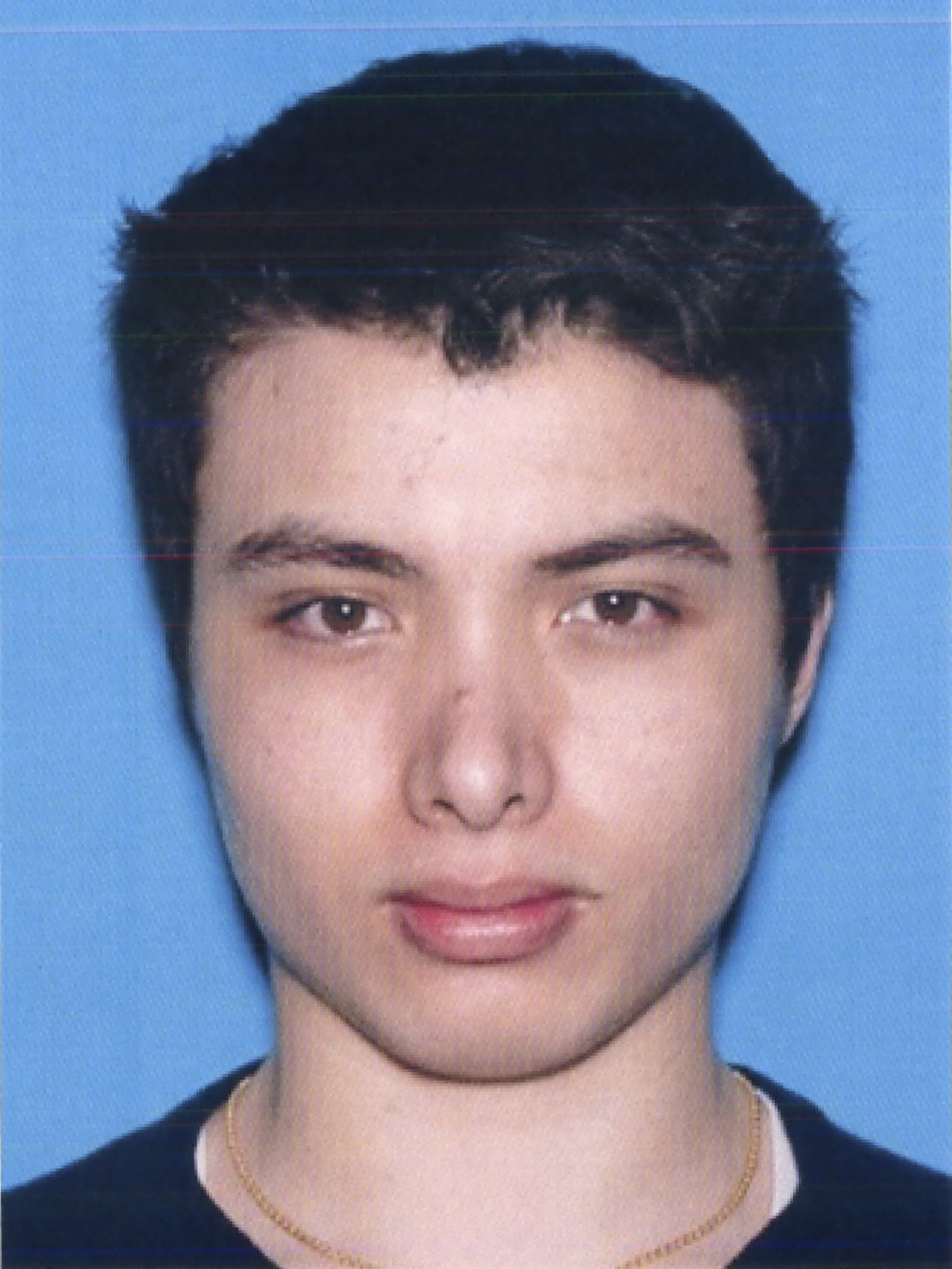
بسیاری از اینسل‌ها الیوت راجر (در تصویر) را ستایش می‌کنند و او را «قدیس» خود می‌دانند.

برخی از بحث‌ها در جوامع اینسل، خشونت علیه زنان فعال جنسی و مردان موفق‌تر از نظر جنسی، همچنین آزار و اذیت زنان، و خودکشی را تأیید می‌کنند. به‌گفتهٔ اتحادیهٔ ضدافترا، اینسل‌ها خشن‌ترین جامعه در میان گروه‌های منوسفیر را تشکیل می‌دهند. در برخی جوامع اینسل، پست‌هایی که به خشونت اینسل‌های شناخته‌شده مانند الیوت راجر (عامل تیراندازی در آیلا ویستا) و الک میناسیان (عامل حادثهٔ ۲۰۱۸ ون تورنتو) پرداخته و آن را ستایش می‌کنند، رایج است. همچنین، از کسانی که به‌باور آنان ایدئولوژی مشابهی داشته‌اند، مانند مارک لپین (عامل کشتار پلی‌تکنیک مونترآل در ۱۹۸۹)، سئونگ هوی چو (عامل کشتار دانشگاه ویرجینیا تک در ۲۰۰۷)، و جورج سودینی (عامل تیراندازی ۲۰۰۹ در ناحیهٔ کولیر) نیز تجلیل می‌شود.
الیوت راجر بیش از هر فرد دیگری در میان اینسل‌ها مورد اشاره قرار می‌گیرد و اغلب او را «قدیس» خود می‌نامند، و میم‌هایی منتشر می‌کنند که چهره‌اش را بر روی نقاشی‌های نمادهای مسیحی قرار داده‌اند. برخی از اینسل‌ها او را بنیان‌گذار واقعی جوامع آنلاین اینسل امروزی می‌دانند. در سال ۲۰۲۰، بی‌بی‌سی راجر را «پدر بنیان‌گذار ایدئولوژی اینسل» توصیف کرد.
برخی افراد در این جوامع، خشونت را تنها راه‌حل در برابر آن‌چه سرکوب و ظلم اجتماعی علیه خود می‌دانند، تلقی می‌کنند و به‌دفعات از «شورش» و «قیام» اینسل‌ها سخن می‌گویند. برخی دیگر، دیدگاهی نیهیلیستی‌تر دارند و بر این باورند که حتی اعمال خشونت‌آمیز نیز هیچ تغییری در جامعه ایجاد نخواهد کرد و به‌جای آن تلاش می‌کنند برای این هیچ‌انگاری، توجیهی علمی بسازند. گروهی نیز ایدهٔ خشونت به‌عنوان انتقام از جامعه را تأیید می‌کنند، بی‌آن‌که امیدی به تغییر اجتماعی داشته باشند.
برخی پژوهشگران، میزان خشونت موجود در جوامع اینسل را زیر سؤال برده‌اند و برخی دیگر بر این باورند که «اینسل بودن در شکل افراطی، بیش‌تر شبیه به گرایش به خودکشی است تا خشونت علیه دیگران». برخی از پست‌های خشونت‌آمیز ممکن است نه از روی تمایل واقعی به ترویج خشونت، بلکه در راستای کسب اعتبار و جایگاه در انجمن‌های اینترنتی منتشر شده باشند. مطالعه‌ای در سال ۲۰۲۱ نشان داد که اکثریت قریب به اتفاق اینسل‌هایی که خود را این‌گونه معرفی می‌کنند، بر این باورند که گروه‌های اینسل خشونت را ترویج نمی‌کنند. همچنین، پژوهشی در سال ۲۰۲۲ نشان داد که بیشتر اینسل‌های پاسخ‌گو (۷۹٪) خشونت را رد می‌کنند.

#### خشونت جنسی
زیرگروهی از اینسل‌هایی که خود را این‌گونه معرفی می‌کنند و در وب‌سایت‌هایی که توسط نیتن لارسون—نامزد همیشگی انتخابات و یکی از اعضای فعال در جوامع اینسل—ایجاد شده‌اند، به‌طور عمدی تلاش می‌کنند دیگر اینسل‌ها را متقاعد کنند که در صورت مواجهه با طرد جنسی، در تجاوز به زنان محق هستند. برخی از اینسل‌ها، طرد جنسی از سوی زنان را «تجاوز معکوس» توصیف می‌کنند؛ پدیده‌ای که آن را به‌اندازهٔ تجاوز جنسی آسیب‌زا می‌دانند.
گزارشی از «مرکز مقابله با نفرت دیجیتال» در سپتامبر ۲۰۲۲، دربارهٔ بزرگ‌ترین انجمن اختصاصی اینسل‌ها، نشان داد که کاربران این انجمن در دورهٔ بررسی‌شده، به‌طور متوسط هر ۲۹ دقیقه یک‌بار دربارهٔ تجاوز جنسی پست می‌گذاشتند و تنها در یک ماه، واژهٔ «کشتن» ۱٬۱۸۱ بار به‌کار رفته بود. در طول این دوره، ۸۹٪ از کاربران انجمن حمایت کلی خود را از تجاوز اعلام کرده بودند. بر اساس این گزارش، برخی کاربران تلاش می‌کنند ایدهٔ تجاوز به کودکان را عادی جلوه دهند، و بیش از نیمی از کاربران انجمن در دورهٔ بررسی‌شده از میل جنسی به کودکان حمایت کرده بودند. این گزارش همچنین فاش کرد که گردانندگان وب‌سایت انجمن اینسل‌ها در مارس ۲۰۲۲ یکی از قوانین انجمن را تغییر داده‌اند تا «جنسی‌سازی» نوجوانان بالغ‌شده را مجاز کنند، در حالی که در گذشته، قانون تنها جنسی‌سازی «کودکان نابالغ» را ممنوع می‌دانست.

### در بستر جوامع مرتبط
جوامع اینسل بخشی از منوسفیر گسترده‌تر هستند؛ مجموعه‌ای سست و نامتمرکز از جنبش‌های زن‌ستیز که شامل جنبش حقوق مردان، مگتاو، هنرمند مخ‌زنی‌ها، و گروه‌های مدافع حقوق پدران نیز می‌شود. در سال ۲۰۱۸، روزنامه‌نگاران نیویورک تایمز نوشتند که باکرگی غیرارادی (اینسل بودن) نوعی بازسازی از ایدهٔ «برتری مردان» است، و این جوامع به جنبشی تبدیل شده‌اند «متشکل از افرادی—برخی باکره و برخی نه—که باور دارند زنان باید به‌عنوان ابژه‌های جنسی با حقوقی محدود در نظر گرفته شوند». مرکز حقوقی فقر جنوبی نیز این خرده‌فرهنگ را «بخشی از زیست‌بوم آنلاین برتری‌طلبی مردانه» توصیف کرده و از سال ۲۰۱۸ آن را در فهرست گروه‌های نفرت‌پراکن خود قرار داده است.
در حالی که اینسل‌هایی که خود را این‌گونه معرفی می‌کنند، خود را نسبت به باقی جامعه فرودست می‌دانند و اغلب از خود با اصطلاح «زیرانسان» یاد می‌کنند، در عین حال دیدگاه‌هایی برترپندارانه نیز دارند: یا خود را برتر از زنان می‌دانند، یا برتر از افراد غیراینسل به‌طور کلی. مطالعه‌ای در سال ۲۰۱۹ که در ژورنال تروریسم و خشونت سیاسی منتشر شد، نشان داد که اینسل‌ها خود را تنها افرادی می‌دانند که «قادر به ارزش‌های اجتماعی-سودمند هستند و به‌قدر کافی باهوش‌اند (با بهرهٔ هوشی بالا) که حقیقت دنیای اجتماعی را ببینند». این مطالعه نتیجه گرفت که آنان الگوی رایجی از گروه‌های افراطی را دنبال می‌کنند: نسبت دادن ارزش‌های بسیار منفی به گروه‌های بیرونی و ارزش‌های مثبت به گروه خود، با این نکتهٔ غیرعادی که با وجود برتر دانستن خود از نظر روانی و ذهنی، خود را از نظر ظاهر فیزیکی منفی ارزیابی می‌کنند.
جوامع اینسل گاهی با جوامعی چون مگتاو، جنبش حقوق مردان، کسانی که باور دارند دچار «تنهایی اجباری واقعی» هستند، و هنرمندان مخ‌زنی هم‌پوشانی دارند، اگرچه دست‌کم یکی از وب‌سایت‌های اینسل‌محور از مخ‌زنی ابراز تنفر کرده و هنرمندان مخ‌زنی و مربی قرارگذاشتن‌ها را به سوءاستفادهٔ مالی از اینسل‌ها متهم کرده است. در سال ۲۰۱۹، پژوهشگر رسانه دبی گینگ نوشت که گفتمان اینسل‌ها دربارهٔ «قربانی‌انگاری و احساس استحقاق سرکوب‌شده»، نخست در تالار گفتگوی 4chan شکل گرفت و سپس به گروه‌های جریان اصلی‌تری مانند فعالان حقوق مردان و مگتاوها گسترش یافت.
هم‌پوشانی‌هایی میان جوامع اینسل و گروه‌های راست‌گرای تندرو نیز مشاهده شده است. در سال ۲۰۱۹، «مرکز تحلیل راست رادیکال» اعلام کرد که این خرده‌فرهنگ «بخشی از روند رو‌به‌رشد جنبش‌های راست افراطی» است که از نئولیبرالیسم ناراضی‌اند، به‌ویژه از توانمندسازی زنان و مهاجرت. در سال ۲۰۲۰، هافمن و همکارانش در ژورنال مطالعات در منازعه و تروریسم نوشتند: «روندی که به‌ویژه نگران‌کننده است، پیوند بی‌دردسر جامعهٔ اینسل‌های شبه‌نظامی با ساختار کلی راست افراطی است؛ جایی که نارضایتی‌های مشترک و عضویت‌های درهم‌تنیده، این دو افراط‌گرایی را به هم نزدیک‌تر کرده‌اند». در مارس ۲۰۲۱، نشریهٔ اشپیگل دربارهٔ هم‌پوشانی میان جامعهٔ اینسل و گروه لشکر جنگ آتش گزارش داد؛ گروهی که با الگوگیری از لشکر سلاح هسته‌ای، یک شبکهٔ تروریستی نئونازی، شکل گرفته است.

## جمعیت‌شناسی
اینسل‌هایی که خود را این‌گونه معرفی می‌کنند عمدتاً مرد و دگرجنس‌گرا هستند و اغلب به‌عنوان درون‌گرایان جوان و بی‌دوست توصیف می‌شوند. برآوردها از اندازهٔ جوامع اینسل در سال‌های ۲۰۱۸ تا ۲۰۲۰ متفاوت بود. این اندازه از چند هزار نفر تا ده‌ها هزار و حتی صدها هزار نفر متغیر گزارش شده است. تحلیل آماری از بزرگ‌ترین انجمن اینسل نشان می‌دهد که تنها چند صد حساب کاربری، بخش اعظم پست‌های این انجمن را در طول سال ۲۰۲۱ و بیشترِ سال ۲۰۲۲ تولید کرده‌اند.
جوامع اینسل عمدتاً از بزرگسالان نوظهوری تشکیل شده‌اند که احساس می‌کنند در رسیدن به نقاط عطف جنسی خود «به‌موقع» موفق نبوده‌اند. در یک مطالعه، تقریباً نیمی از اینسل‌های مورد بررسی با والدین یا پدربزرگ و مادربزرگ خود زندگی می‌کردند و ۱۷٫۸٪ آن‌ها در وضعیت «نیت» (NEET) بودند؛ یعنی نه شاغل بودند، نه در حال تحصیل، و نه در حال گذراندن دورهٔ آموزشی.
بسیاری از منابع، اینسل‌ها را عمدتاً سفیدپوست توصیف کرده‌اند. در سال ۲۰۱۸، جامعه‌شناس راس هنفلر در روزنامهٔ واشنگتن پست آن‌ها را عمدتاً سفیدپوست معرفی کرد. همچنین در همان سال، هایدی بایریش از مرکز حقوقی فقر جنوبی در گفت‌وگو با ان‌بی‌سی نیوز گفت که اینسل‌ها «مردان جوان سفیدپوستی هستند در اواخر نوجوانی تا اوایل بیست‌سالگی که در سازگار شدن با بزرگسالی دچار مشکل‌اند». با این حال، در ژوئن ۲۰۱۹، جاکی و همکارانش در مقاله‌ای دربارهٔ توصیف زبانی یکی از انجمن‌های بزرگ اینسل که در ژورنال پرخاشگری و تعارض زبانی منتشر شد، نوشتند: «برخلاف آن‌چه اغلب گزارش می‌شود، هیچ مدرک قطعی‌ای در دست نیست که این گروه عمدتاً سفیدپوست باشد، و این‌که نمی‌توان به‌طور قطعی گفت اکثریت کاربران [این انجمن اینسل] مردان سفیدپوست‌اند، اما داده‌های ما نشان می‌دهد که این ادعا شاید کمتر از آن‌چه انتظار می‌رود، درست باشد». آنان افزودند که اشاره‌های گوناگون به نژاد در انجمن، ممکن است تا حدی نشان‌دهندهٔ تنوع قومی کاربران باشد. هافمن و همکارانش نیز در مقاله‌ای در ژورنال مطالعات در منازعه و تروریسم گزارش دادند که در نظرسنجی‌ای در مارس ۲۰۲۰ از همین انجمن، بیشتر پاسخ‌دهندگان خود را «قفقازی» معرفی کرده بودند. اینسل‌هایی که سفیدپوست نیستند، اغلب نژاد خود را دلیل تجردشان می‌دانند و از مخفف «JBW» (به معنی «فقط سفید باش») به‌طور طعنه‌آمیز استفاده می‌کنند تا به برتری‌های ادعایی مردان سفیدپوست در جذب زنان اشاره کنند.
در نظرسنجی‌ای در سال ۲۰۲۴ از اینسل‌هایی که خود را این‌گونه معرفی کرده‌اند—که توسط پژوهشگرانی از دانشگاه تگزاس انجام شد—مشخص شد که گرایش سیاسی اینسل‌ها اندکی به سیاست‌های چپ میانه متمایل است. در موضوعاتی چون همجنس‌گرایی، سود شرکت‌ها و مزایای رفاهی، آن‌ها به‌طور معناداری گرایش چپ داشتند. در مطالعه‌ای در سال ۲۰۲۲، همین پژوهشگران دانشگاه تگزاس نظرسنجی دیگری از اینسل‌ها انجام دادند که نشان داد ۶۳٫۵۸٪ از پاسخ‌دهندگان خود را سفیدپوست معرفی کرده‌اند؛ درصدی کمتر از گروه غیراینسل در همان مطالعه. همچنین، ۴۵٪ از اینسل‌های پاسخ‌گو گرایش چپ در طیف سیاسی داشتند، ۱۷٫۵٪ میانه‌رو بودند، و ۳۸٫۹٪ گرایش راست داشتند. این توزیع، تفاوت معناداری میان گروه اینسل و گروه کنترل مطالعه نشان نمی‌داد.
اینسل‌هایی که خود را این‌گونه معرفی می‌کنند عمدتاً در آمریکای شمالی و اروپا زندگی می‌کنند. همچنین، جوامع اینسل برای افراد خارج از فضای انگلیسی نیز وجود دارد، مانند وب‌سایت ایتالیایی Il Forum dei Brutti. فروم‌های انگلیسی‌زبان اینسل نیز بازدید بالایی از کشورهای غیرانگلیسی‌زبان دریافت می‌کنند. در سال ۲۰۲۰، پژوهشی از سوی آژانس تحقیقات دفاعی سوئد بر روی سه فروم بزرگ اینسل نشان داد که این سه فروم در مجموع حدود ۲۰٬۰۰۰ کاربر دارند، اما تنها حدود ۱٬۰۰۰ نفر از آن‌ها به‌طور فعال پست می‌گذارند. این آژانس گزارش داد که بین ۴٫۶ تا ۷٫۳٪ از بازدیدکنندگان این فروم‌ها از کشور سوئد بوده‌اند، هرچند هشدار دادند که این آمار به‌دلیل استفاده از وی‌پی‌ان ممکن است دقیق نباشد.

### اینسل‌های زن
نخستین وب‌سایت اینسل، یعنی «پروژهٔ باکرگی غیرارادی آلانا»، شامل هر دو جنسیت بود. در سال‌های اخیر، جوامعی ویژهٔ اینسل‌های زن (یا «فمسل‌ها») نیز شکل گرفته‌اند، مانند انجمن r/TruFemcels و جانشین آن ThePinkPill. تا تاریخ فوریه ۲۰۲۰، محبوب‌ترین انجمن فمسل‌ها، زیرردیت r/TruFemcels بود که بیش از ۲۲٬۰۰۰ عضو داشت. این انجمن در ژانویهٔ ۲۰۲۱ به‌دلیل نقض قوانین ردیت درخصوص ترویج نفرت بسته شد. زیرردیت دیگری که گفته می‌شود با فمسل‌ها مرتبط است r/Vindicta نام دارد که در آن توصیه‌هایی دربارهٔ زیبایی ارائه می‌شود. همچنین، در تیک‌تاک هشتگ‌هایی دربارهٔ فمسل‌ها رواج یافته‌اند، از جمله #femcel، #femcelcore و #femcelrights که تا سال ۲۰۲۲ بیش از ۲۵۰ میلیون بازدید داشته‌اند. گزارش‌هایی وجود دارد که نشان می‌دهد ده‌ها هزار زن در اینترنت خود را فمسل معرفی می‌کنند.
در جوامع آنلاین اینسل، بر سر این‌که آیا زنان می‌توانند اینسل باشند یا نه، اختلاف‌نظر وجود دارد. برخی ادعا می‌کنند که تعداد اینسل‌های مرد بسیار بیشتر از اینسل‌های زن است، برخی دیگر معتقدند که زنان اصولاً نمی‌توانند اینسل باشند، و برخی نیز تنها زنان «به‌شدت دچار بدشکلی» را واجد شرایط اینسل بودن می‌دانند. گروهی نیز معتقدند که تنها زنانی با کم‌ترین درصد جذابیت ظاهری می‌توانند واقعاً اینسل باشند. اعضای جوامع مردانهٔ اینسل اغلب با مفهوم اینسل زن مخالفت می‌کنند و باور دارند که همهٔ زنان می‌توانند از مردان رابطهٔ جنسی دریافت کنند، و زنانی که خود را اینسل می‌دانند در واقع باکرهٔ داوطلب هستند. همچنین ممکن است این افراد به آزار و تمسخر فمسل‌ها بپردازند.
در سال ۲۰۲۰، بنا بر گزارش اتحادیهٔ ضدافترا، اکثر اینسل‌هایی که خود را این‌گونه معرفی می‌کنند، باور ندارند که زنان می‌توانند اینسل باشند. روزنامه‌نگاران نیز نوشته‌اند که خارج از جوامع فمسل، افراد کمی باور دارند که زنان می‌توانند اینسل باشند. در سال ۲۰۲۱، ام. کلی در مؤسسهٔ پژوهشگران سیاست نوشت که اعضای جوامع اینسل از وجود فمسل‌ها به‌عنوان دلیلی در رد اتهام زن‌ستیزی استفاده می‌کنند، اما بیشتر این جوامع، فمسل‌ها را نمی‌پذیرند و از مشارکت در انجمن‌های خود منع می‌کنند.
همچون اعضای جوامع مردانهٔ اینسل، اعضای جوامع فمسل نیز معمولاً خود را قربانی زشتی ظاهری می‌دانند و باور دارند تنها مردان غیرجذاب ممکن است به آن‌ها علاقه‌مند شوند. آن‌ها به زنان جذاب‌تر لقب «استیسی» می‌دهند و معتقدند این زنان شانس آن‌ها را برای برقراری رابطهٔ جنسی با مردان کاهش می‌دهند؛ مفهومی مشابه با «چد» در انجمن‌های اینسل مردانه. فمسل‌ها مفهوم «قرص صورتی» را نیز اتخاذ کرده‌اند که مشابه مفاهیم «قرص قرمز» و «قرص سیاه» است و نشانگر این باور است که برخی زنان به دلیل تمرکز جامعه بر جنبه‌های خاصی از جذابیت زنانه، نامطلوب تلقی می‌شوند و بنابراین قادر به داشتن روابط جنسی نیستند.
برخی زنانی که خود را اینسل معرفی می‌کنند، بر این باورند که شاید بتوانند وارد سکس تفننی شوند، اما بیم دارند تنها مردانی حاضر به رابطه با آن‌ها باشند که آن‌ها را مورد سوءاستفاده یا بی‌احترامی قرار می‌دهند. در درون جامعه‌های آنلاین اینسل‌های زن، زن‌ستیزی و نیز یک ایده‌آل زنانهٔ زیبایی که دست‌نیافتنی دانسته می‌شود، از دلایل عزلت جنسی زنان شمرده می‌شوند. شماری از زنان دیگر نیز نگرانی‌هایی مشابه دارند، اما خود را اینسل زن نمی‌دانند.
برخی از جوامع اینسل‌های زن از مثبت‌نگری به بدن و فمینیسم جریان اصلی انتقاد کرده‌اند و آن‌ها را برای زنان اینسل بی‌فایده دانسته‌اند. در سال ۲۰۲۲، یکی از اعضای پیشین انجمن r/TruFemcels در مجلهٔ آتلانتیک نقل شد که گفته بود: «ترجیح می‌دهم بتوانم دربارهٔ زشت بودنم صحبت کنم تا این‌که صرفاً سعی کنم خودم را قانع کنم که زیبا هستم». در همان سال، یک کارشناس روان‌شناسی در گفت‌وگویی با ال پائیس جوامع اینسل‌های زن را بیش از اندازه منزوی و بی‌اعتماد به بیگانگان (که «نرمالی‌ها» نامیده می‌شوند) توصیف کرد؛ پدیده‌ای که آن را «انعطاف‌ناپذیری شناختی» خواند. او اظهار داشت: «فرهنگ ایالات متحده اجتماعی نیست. در اسپانیا، [اینسل‌های زن] کاملاً ویژگی‌های متفاوتی می‌داشتند... فکر نمی‌کنم اصلاً همین تعداد دنبال‌کننده داشته باشند، چون در اسپانیا ما بیشتر روابط بین‌فردی و رشد مهارت‌های اجتماعی را تشویق می‌کنیم».
زنانی که خود را اینسل می‌دانند، در برخی جنبه‌ها با همتایان مرد خود شباهت دارند؛ از جمله باور به این‌که ظاهر فیزیکی مهم‌ترین عامل در یافتن شریک عاطفی است. اما از جهاتی دیگر، آن‌ها معمولاً متفاوت هستند. اعضای جوامع اینسل‌های زن بیش از آن‌که مردان را مقصر مشکلات عاطفی و جنسی خود بدانند، خود را سرزنش می‌کنند. این ممکن است ناشی از کلیشه‌های جنسیتی باشد، مانند این باور که زنان به‌طور «طبیعی» نیاز به رابطهٔ جنسی ندارند. روزنامه‌نگار ایزابل کوهن در سال ۲۰۲۰ نوشت که زنان اینسل، به‌جای خشمگین شدن نسبت به مردانی که آن‌ها را رد می‌کنند، با آن مردان همدلی می‌کنند و درکشان می‌کنند که چرا نمی‌خواهند با آن‌ها وارد رابطه شوند. کوهن به این گرایش اشاره می‌کند که زنان اینسل خشم خود را به درون معطوف می‌کنند، در حالی که مردان اینسل معمولاً خشمشان را به بیرون می‌ریزند.
جوامع اینسل‌های زنانه عموماً در ادبیات دانشگاهی مرتبط با اینسل‌ها نادیده گرفته شده‌اند. در سال ۲۰۲۰، روزنامه‌نگار عَروا مهدوی چنین حدس زد که این واقعیت که زنانی که خود را اینسل می‌دانند، برخلاف برخی از همتایان مردشان، دست به حملات خشونت‌آمیز نمی‌زنند، آشکارترین دلیل آن است که چرا در رسانه‌های جریان اصلی چندان به آن‌ها پرداخته نشده‌است. در فوریهٔ ۲۰۲۰، کوهن نوشت که می‌تواند «کوهی از مقالات علمی» دربارهٔ اینسل‌های مرد بیابد، اما هیچ‌کدام دربارهٔ اینسل‌های زن وجود ندارد. او می‌گوید این فرض که اینسل‌های زن اصلاً وجود ندارند، به درد و رنج آن‌ها دامن می‌زند. در سال ۲۰۲۴ نیز گزارش شد که پژوهش دربارهٔ اینسل‌های زن همچنان نادیده گرفته می‌شود.

## سلامت روان
«تجرد ناخواسته» یک وضعیت پزشکی یا روان‌شناختی به‌شمار نمی‌رود. برخی افرادی که خود را اینسل می‌دانند دارای ناتوانی جسمی یا اختلالات روانی مانند افسردگی، اضطراب، اوتیسم و اختلال خودزشت‌انگاری هستند. یک پژوهش در سال ۲۰۲۲ نشان داد که اینسل‌هایی که در نظرسنجی شرکت کرده‌اند، نرخ بالاتری از افسردگی، اضطراب و تشخیص‌های رسمی روانی نسبت به جمعیت عمومی گزارش کرده‌اند: ۹۵٪ از آن‌ها افسردگی و ۹۳٪ اضطراب را گزارش کرده‌اند. ۳۸٪ نیز تشخیص روان‌پزشکی رسمی داشته‌اند.
برخی کاربران در انجمن‌های اینسل ناتوانی در یافتن شریک را به مشکلات جسمی یا روانی نسبت می‌دهند، در حالی که برخی دیگر دلیل آن را درون‌گرایی شدید می‌دانند. بسیاری از کسانی که خود را اینسل می‌دانند به خودتشخیصی در زمینهٔ اختلالات روانی می‌پردازند. اعضای انجمن‌های اینسل اغلب کسانی را که دربارهٔ بیماری روانی خود می‌نویسند، از مراجعه به روان‌درمانگر یا پیگیری درمان بازمی‌دارند. برخی از اعضای این جوامع که دچار افسردگی شدید هستند نیز گرایش‌های خودکشی دارند. برخی از اعضا این افراد را به خودکشی تشویق می‌کنند و گاهی پیشنهاد می‌کنند پیش از آن دست به خشونت دسته‌جمعی بزنند.

## قتل‌های دسته‌جمعی و خشونت
قتل‌های دسته‌جمعی و دیگر حملات خشونت‌آمیز توسط مردانی انجام شده یا مظنون به انجام آن‌ها هستند که خود را «تجردطلبان ناخواسته» معرفی کرده‌اند یا اظهاراتشان با ایدئولوژی اینسل‌ها هم‌راستا بوده‌ است. همچنین برخی از این حملاتِ برنامه‌ریزی‌شده پیش از وقوع، توسط پلیس خنثی شده‌اند.

### دههٔ ۲۰۰۰
در ۴ اوت ۲۰۰۹، جورج سودینی در باشگاه سلامت ال‌ای فیتنس در کلیر تاون‌شیپ در حومهٔ پیتسبرگ به روی افراد آتش گشود. در این حادثه، سه زن کشته و ۹ نفر دیگر زخمی شدند و سپس سودینی خودکشی کرد. او در وب‌سایتی که به نام خودش ثبت شده بود، نارضایتی جنسی و شکایت از رد شدن‌های مکرر از سوی زنان را بیان کرده بود. برخی از اعضای جوامع اینسل، سودینی و اقداماتش را تحسین و ستایش کرده‌اند و گاهی از خشونت اینسل‌ها با عنوان «سودینی شدن» یاد می‌کنند.

### دههٔ ۲۰۱۰
در ۲۳ مهٔ ۲۰۱۴، الیوت راجر در آیلا ویستا، نزدیک دانشگاه دانشگاه کالیفرنیا، سانتا باربارا، شش نفر را کشت و چهارده نفر دیگر را زخمی کرد، و سپس خود را کشت. این قتل‌ها توجه رسانه‌ها را به مفهوم تجرد ناخواسته و به‌ویژه زن‌ستیزی و تمجید از خشونتی که در بسیاری از جوامع اینسل رایج است، جلب کرد. راجر خود را یک اینسل می‌دانست و بیانیه‌ای ۱۳۷ صفحه‌ای و ویدیوهایی در یوتیوب از خود به جا گذاشت که در آن‌ها دربارهٔ تجرد ناخواسته‌اش و میل به انتقام از زنان به‌دلیل طرد شدن صحبت کرده بود. او از اعضای فعال انجمنی به‌نام PUAHate (مخفف «نفرت از هنرمندان مخ‌زنی») بود که نزد اینسل‌ها محبوبیت داشت و چندین بار در مانیفست خود به آن اشاره کرده بود. اگرچه این انجمن کمی پس از حمله تعطیل شد، اما راجر به‌شکلی شهیدوار نزد برخی از این جوامع و انجمن‌هایی که بعداً پدید آمدند، مورد ستایش قرار گرفت. ارجاع به "E.R." در انجمن‌های اینسل رایج است و به اعمال خشونت‌آمیز توسط اینسل‌ها اغلب با عبارت «E.R شدن» اشاره می‌شود.
در ۱ اکتبر ۲۰۱۵، کریس هارپر-مرسر در جریان تیراندازی در کالج کامیونیتی آمپکوا واقع در رُزبورگ، ۹ نفر را کشت و هشت نفر دیگر را زخمی کرد، و سپس به زندگی خود پایان داد. او در صحنهٔ جرم بیانیه‌ای از خود به جا گذاشت که در آن به علاقه‌اش به قتل‌های دسته‌جمعی دیگر، از جمله قتل آیلا ویستا، اشاره کرده بود و از خشمش به‌دلیل نداشتن دوست‌دختر و نفرتش از جهان نوشته بود. در یادداشت‌هایش، خود را با الیوت راجر و دیگر عاملان تیراندازی‌ها همذات‌پنداری کرده و آن‌ها را «کسانی که در کنار خدایان ایستاده‌اند» توصیف کرده بود. پیش از حمله، زمانی که فردی در یک انجمن آنلاین حدس زده بود که هارپر-مرسر «خودش را برای فردی خاص نگه داشته»، او پاسخ داده بود: «ناخواسته چنین است». چند ساعت پیش از حمله، فردی که گمان می‌رود هارپر-مرسر بوده، پیامی تهدیدآمیز در فروم /r9k/ (وابسته به 4chan و محل تجمع بسیاری از اینسل‌ها) منتشر کرده بود.
در ۳۱ ژوئیهٔ ۲۰۱۶، «شلدون بنتلی» در کوچه‌ای در ادمونتون، آلبرتا، مردی بی‌هوش را مورد سرقت قرار داد و به قتل رساند. در جریان دادگاه، بنتلی اظهار داشت که شکم قربانی را لگدکوب کرده چون از فشارهای شغلی‌اش به‌عنوان نگهبان امنیتی و همچنین از این‌که به‌مدت چهار سال اینسل بوده، احساس ناامیدی و عصبانیت داشته است.
در ۷ دسامبر ۲۰۱۷، «ویلیام آچیسون» دو نفر را به قتل رساند و سپس خودکشی کرد. این تیراندازی در ازتک و در دبیرستانی رخ داد که او قبلاً دانش‌آموز آن بود. او در چند انجمن اینترنتی با نام مستعار «الیوت راجر» فعالیت می‌کرد و از «جنتلمن عالی‌قدر» تمجید کرده بود؛ عبارتی که راجر برای توصیف خود به کار می‌برد و بعدها به یک مرجع رایج در میان جوامع اینسل تبدیل شد. آچیسون همچنین مطالبی با گرایش‌های راست افراطی در فضای مجازی منتشر کرده بود.
در ۱۴ فوریهٔ ۲۰۱۸، «نیکولاس کروز» در جریان تیراندازی در دبیرستان استونمن داگلاس در پارکلند، هفده نفر را کشت و هفده تن دیگر را زخمی کرد. گفته می‌شود که او تحت تأثیر دیدگاه‌های افراطی دیگری نیز بوده، اما پیش‌تر در فضای مجازی نوشته بود: «الیوت راجر فراموش نخواهد شد».
در ۲۳ آوریل ۲۰۱۸، «الک میناسین» در حمله با خودروی ون در تورنتو، انتاریو، به جرم ۱۰ فقره قتل عمد و ۱۶ فقره اقدام به قتل محکوم شد. اندکی پیش از حمله، او در فیس‌بوک نوشته بود: «شورش اینسل‌ها از همین حالا آغاز شده» و از راجر تمجید کرده بود. اصطلاح «شورش اینسل‌ها» گاهی معادل «خیزش مردان بتا» به‌کار می‌رود، که اشاره به واکنش خشونت‌آمیز به احساس محرومیت جنسی از سوی اینسل‌ها دارد. پس از حمله، یکی از کاربران در وبگاهی که جایگزین r/incels شده بود، دربارهٔ میناسین نوشت: «امیدوارم این پسر یک مانیفست نوشته باشد، چون می‌تواند قدیس بعدی ما باشد». پلیس پس از حمله اعلام کرد که میناسین در جوامع اینسل افراطی شده بود. در سپتامبر ۲۰۱۹، ویدئوی بازجویی پلیس از میناسین منتشر شد. در این ویدئو، میناسین اعتراف می‌کند که باکره بوده، از «چدها و استیسی‌ها» نفرت داشته، و از این‌که زنان محبت خود را نثار «زورگوهای نفرت‌انگیز» می‌کنند ناراضی بوده‌ است. همچنین در ویدئو گفته بود امیدوار است حمله‌اش الهام‌بخش دیگران برای پیوستن به «خیزش بتا» و انجام خشونت‌های مشابه باشد. قاضی در حکم خود نوشت که میناسین سعی داشت با پیوند دادن حمله‌اش به جامعهٔ اینسل، بر شهرت خود بیفزاید و افزود: «پی‌بردن به انگیزهٔ دقیق او برای این حمله... تقریباً غیرممکن است». همچنین قاضی دریافت که میناسین دربارهٔ انگیزه‌های اینسل خود به پلیس دروغ گفته و این جنبش نقش اصلی در حمله نداشته‌ است.
در ۲ نوامبر ۲۰۱۸، «اسکات بایرلی» در جریان تیراندازی در استودیوی هات یوگا تالاهسی در تالاهاسی، دو زن را کشت و چهار زن و یک مرد را زخمی کرد و سپس خودش را کشت. او مدت‌ها پیرو ایدئولوژی‌های اینسل بود و سابقهٔ بازداشت به‌دلیل دست‌درازی به زنان را داشت. او در سال ۲۰۱۴ چند ویدئوی یوتیوب منتشر کرد که در آن‌ها نفرت شدید خود از زنان را ابراز می‌کرد و از نداشتن دوست‌دختر ابراز خشم می‌کرد. در یکی از این ویدئوها به الیوت راجر اشاره کرده‌ است. در ماه‌های منتهی به حمله، بایرلی ترانه‌هایی زن‌ستیزانه، نژادپرستانه، خشن و همجنس‌گراهراس بر روی ساندکلود منتشر کرده بود.
در ژانویهٔ ۲۰۱۹، «کریستوفر کلری» به‌دلیل انتشار پستی در فیس‌بوک بازداشت شد که در آن نوشته بود قصد دارد «به‌زودی یک مکان عمومی را به گلوله ببندد و به تیرانداز دسته‌جمعی بعدی تبدیل شود» و «هر دختری را که ببینم، بکشم»، زیرا هرگز دوست‌دختر نداشته و باکره مانده‌ است. رسانه‌ها او را به‌عنوان یکی از اعضای جامعهٔ اینسل توصیف کرده‌اند. در مهٔ ۲۰۱۹، کلری به‌دلیل تهدید به اقدامات تروریستی، به حداکثر پنج سال زندان محکوم شد.
در ۱۷ ژوئن ۲۰۱۹، «برایان آیزاک کلاید» تلاش کرد تا تیراندازی گسترده‌ای را در ساختمان فدرال و دادگاه ارل کَبِل در دالاس آغاز کند. او پیش از آن‌که به کسی آسیبی برساند، توسط مأموران سرویس حفاظت فدرال هدف گلوله قرار گرفت و کشته شد. کلاید پیش از حمله، در شبکه‌های اجتماعی میم‌هایی مرتبط با اینسل‌ها به اشتراک گذاشته بود و پست‌هایی نیز دربارهٔ باورهای راست‌گرایانه و نظریه‌های توطئه منتشر کرده بود. پس از این رویداد، پایگاه نظامی اندروز جلسه‌ای برای آگاه‌سازی کارکنان خود دربارهٔ برخی رفتارهای آنلاین «افراد درون‌گرا و بدون روابط جنسی» برگزار کرد. سخنگوی این پایگاه گفت که این افراد «تهدیدی واقعی برای پرسنل نظامی و غیرنظامیان» به‌شمار می‌آیند.
افرادی که خود را اینسل معرفی می‌کنند، از عاملان حملاتی که انگیزه‌هایشان روشن نیست نیز تمجید کرده‌اند، مشروط بر آن‌که تصور کنند آن افراد نیز اینسل بوده‌اند. پس از تیراندازی لاس‌وگاس استریپ، شماری از کاربران در جامعهٔ اینسل‌ها از عامل تیراندازی، استیون پداک، تمجید کردند و او را قهرمانی دانستند که «نرمی‌ها» (normies) را هدف قرار داده است. همچنین پس از تیراندازی ۲۰۱۸ تورنتو، برخی از کاربران یک انجمن اینسل‌ها از این احتمال که عامل این حادثه ممکن است یکی از آن‌ها باشد، ابراز هیجان کردند، با آن‌که هیچ انگیزهٔ مشخصی در آن زمان شناسایی نشده بود.

### دههٔ ۲۰۲۰
کاتی اسکات تیلور در ۱۰ فوریهٔ ۲۰۲۰، فای مری سوئتلیک شش‌ساله را در کیسی ربود. سه روز بعد، هر دو نفر مرده یافت شدند. مشخص شد که تیلور، سوئتلیک را با خفگی کشته و سپس با بریدن گلوی خود خودکشی کرده‌ است. دوستانش گزارش داده‌اند که تیلور خود را اینسل معرفی می‌کرده و اغلب می‌گفته که «بی‌امید زندگی می‌کند».
در ۲۴ فوریهٔ ۲۰۲۰، یک کارمند زن اسپا در حمله‌ای با چاقو در تورنتو کشته شد و همکار زن دیگر او به‌همراه یک مرد به‌شدت مجروح شدند. در ۱۹ مه، پلیس تورنتو این حمله را یک اقدام تروریستی اعلام کرد، چراکه شواهد نشان داد انگیزهٔ این حمله ایدئولوژی اینسل بوده‌ است. پلیس پس از آن، یک نوجوان ۱۷ ساله را به‌عنوان عامل این حمله متهم کرد. این نخستین بار بود که خشونتی با انگیزهٔ ایدئولوژی اینسل به‌عنوان اقدام تروریستی پیگرد قانونی یافت، و همچنین نخستین موردی بود که در کانادا، عملیاتی خشونت‌آمیز که منشأ آن افراط‌گرایی اسلامی نبود، به‌عنوان تروریسم محاکمه شد. در ۱۴ سپتامبر ۲۰۲۲، متهم به قتل و اقدام به قتل اعتراف کرد. در جریان دادرسی، این حمله به‌طور رسمی به‌عنوان اقدام تروریستی شناخته شد.
آرماندو هرناندز جونیور در ۲۰ مهٔ ۲۰۲۰ در منطقه سرگرمی وِست‌گیت در گلندیل، به‌سوی مردم آتش گشود و سپس توسط پلیس دستگیر شد. در این حادثه، یک مرد ۱۹ ساله به‌شدت زخمی شد و یک زن ۳۰ ساله و یک دختر ۱۶ ساله نیز جراحات سطحی برداشتند. بنا بر گفتهٔ دادستان شهرستان مریکوپا، هرناندز خود را اینسل معرفی کرده و گفته‌ است که قصد داشته زوج‌ها را هدف قرار دهد و حداقل به ده نفر شلیک کند. دادستان اظهار کرد: «آقای هرناندز یک اینسل خودخوانده‌ است… او خشمش نسبت به جامعه را تخلیه می‌کرد، احساسی که در آن احساس می‌کرد مورد آزار قرار گرفته و زنان نمی‌خواهندش». همچنین ادعا شده که هرناندز ویدیویی از این حمله را برای زنی که می‌خواسته تحت تأثیر قرار دهد ارسال کرده‌ است.
بین ژانویه و پایان ژوئیهٔ ۲۰۲۰، پنج نفر از اینسل‌های خودشناس در آمریکای شمالی به‌اتهام قتل یا برنامه‌ریزی برای کشتن زنان، در مواردی جداگانه دستگیر شدند. از جملهٔ این افراد، کول کارینی بود که در ژوئن ۲۰۲۰ به اتهام ارائهٔ اظهارات نادرست به نیروهای اجرای قانون متهم شد. او مدعی شده‌ بود که جراحات شدید دستش ناشی از تصادف با ماشین چمن‌زن بوده‌ است. با این حال، پلیس ادعا کرد که کارینی در تلاش برای ساخت یک بمب زخمی شده‌ و یادداشتی نوشته بوده که در آن تهدید به خشونت علیه زنان شده و به الیوت راجر اشاره شده‌ بود.
در آوریل ۲۰۲۱، مالک سانچز، اینسل ۱۹ساله‌ای که از الیوت راجر تمجید می‌کرد، به اتهام فدرال دستگیر شد. او مظنون است که خود را در حال نزدیک شدن به زنان نشسته بیرون یک رستوران در منهتن فیلم گرفته و گفته‌ است که قصد دارد بمب منفجر کند. سانچز پیش‌تر بارها به اتهام آزار دیگران، معمولاً در حین ضبط یا پخش زنده، و نیز چند مورد حمله با افشانهٔ فلفل بازداشت شده‌ بود.
در ژوئیهٔ ۲۰۲۱، یک اینسل ۲۱سالهٔ اهل اوهایو به‌اتهام تلاش برای ارتکاب جنایت نفرت‌محور و نگهداری غیرقانونی سلاح اتوماتیک متهم شد. این فرد از کاربران فعال یک وب‌سایت محبوب اینسل‌ها بود و در نوشته‌هایش از الیوت راجر ستایش می‌کرد. او بیانیه‌ای نوشته بود که در آن از خواستش برای «سلاخی» زنان سخن گفته بود، و در سندی دیگر ادعا شده که او برنامه‌اش برای کشتن سه‌هزار نفر در یک حملهٔ پرتلفات را شرح داده‌ است.
در ۱۲ اوت ۲۰۲۱، جیک دیویسون، مردی ۲۲ ساله که در ویدیوهای آنلاین به «اینسیل بودن» اشاره کرده و دیدگاه‌هایی مشابه بیان کرده‌ بود، دست به یک تیراندازی جمعی در پلیموث زد. او پنج نفر، از جمله مادر خود، را کشت و دو نفر دیگر را مجروح کرد، سپس خود را کشت.
در ۲۷ دسامبر ۲۰۲۱، لیندون مک‌لئود ۴۷ ساله مرتکب تیراندازی‌های دنور و لیک‌وود شد و پنج نفر را به قتل رساند، سپس به‌دست یک افسر پلیس کشته شد. مک‌لئود سه‌گانه‌ای از رمان‌های علمی-تخیلی را با تخلص «رومن مک‌کلی» به صورت خودانتشار چاپ کرده‌ بود که در آن، شخصیت اصلی داستان که هم‌نام خودش بود، سه‌ نفری را می‌کشد که در نهایت در زندگی واقعی نیز هدف او قرار گرفتند.
در ۶ مه ۲۰۲۳، مائوریسیو مارتینز گارسیا، مرد ۳۳ ساله‌ای که خود را اینسل معرفی می‌کرد، دست به یک تیراندازی در مرکز خرید آلن زد. گارسیا هشت نفر را کشت و دست‌کم هفت نفر دیگر را زخمی کرد، تا اینکه توسط یک افسر پلیس کشته شد.
در ۴ اکتبر ۲۰۲۴، سمیح چلیک ۱۹ ساله آیشنور حلیل و اقبال اوزونر، هر دو ۱۹ ساله، را به قتل رساند. او سر بریدهٔ اوزونر را از فراز دیوارهای قسطنطنیه به پایین پرتاب کرد و سپس دست به خودکشی زد. چلیک با گروه‌های اینسل در دیسکورد در ارتباط بود و از سوی آن‌ها برای اقدامش مورد ستایش قرار گرفت. پلیس ترکیه در واکنش به این رویداد نظارت بر گروه‌های اینسل را آغاز کرد. پس از رأی یک دادگاه در آنکارا، ترکیه دسترسی به دیسکورد را مسدود کرد.

## انتقادها

### از خرده‌فرهنگ
جوامع اینسل در رسانه‌ها و از سوی پژوهشگران به‌دلیل خشونت‌بار بودن، زن‌ستیزی و افراط‌گرایی مورد انتقاد قرار گرفته‌اند. کیگن هنکس، تحلیلگر ارشد در «مرکز حقوقی فقر جنوب»، هشدار داده‌است که محتوای خشونت‌آمیز در فروم‌های اینسل «نقش بسیار بزرگی» در رادیکال‌سازی اعضای آن‌ها دارد و این فروم‌ها را «دارای زبانی خشن‌تر از آن‌چه حتی در سایت‌های برترم‌باور سفید می‌بینم» توصیف کرده‌است. روزنامه‌نگار دیوید فیوترل نیز جوامع اینسل را «به‌شدت زن‌ستیز» توصیف کرده و آن‌ها را مرتبط با رشد راست افراطی، برترپنداری نژادی سفید و نفرت‌پراکنی در فضای مجازی دانسته‌است.
روان‌شناس و پژوهشگر مسائل جنسی، جیمز کنتور، اینسل‌ها را «گروهی از افراد که معمولاً مهارت‌های اجتماعی کافی ندارند و... دچار ناامیدی شدید می‌شوند» توصیف کرده‌است. او می‌گوید در فروم‌های اینسل‌ها «وقتی افراد با ناامیدی‌های مشابه کنار هم قرار می‌گیرند، از گفتمان معمول فاصله می‌گیرند و به‌تدریج باورهای افراطی‌تری پیدا می‌کنند». آمارنات آماراسینگهام، پژوهشگر ارشد در مؤسسهٔ گفت‌وگوی راهبردی ، نیز برخی جوامع اینسل را به‌دلیل رایج بودن فراخوان‌های خشونت در آن‌ها نقد کرده و گفته‌است: «در شرایط روانی و فردی مناسب، این نوع فروم‌ها می‌توانند خطرناک باشند و فرد را به‌سمت خشونت سوق دهند».
در اوت ۲۰۱۸، جیکوب دیوی، پژوهشگر دیگر در مؤسسه گفت‌وگوی راهبردی، رادیکال‌سازی مردان در فروم‌های اینسل را با تشویق نوجوانان به اقدامات افراطی در فروم‌های آنلاین اختلالات خوردن و همچنین کارزارهای اینترنتی برای پیوستن به داعش مقایسه کرد. دربارهٔ احساس محق بودن اینسل‌ها برای دسترسی به رابطه جنسی، دیوی گفت که این نگرش «می‌تواند به حد توجیه تجاوز برسد». با وجود این، برخی مفسران در کنار پذیرش نگرانی‌ها دربارهٔ زن‌ستیزی و ویژگی‌های منفی دیگر خرده‌فرهنگ اینسل، نگاهی همدلانه‌تر داشته‌اند. در آوریل ۲۰۱۸، اقتصاددان رابین هانسون در یک پست وبلاگی دسترسی به رابطهٔ جنسی را با دسترسی به درآمد مقایسه کرد و نوشت که تعجب می‌کند چرا دربارهٔ اینسل‌ها به اندازهٔ افراد کم‌درآمد ابراز نگرانی نمی‌شود. برخی او را به کالایی‌سازی سکس متهم کردند، اما دیگران نگاه مثبتی به نظراتش داشتند.
در مه ۲۰۱۸، ستون‌نویس روزنامهٔ نیویورک تایمز، راس دوتت، مقاله‌ای جنجالی با عنوان «توزیع مجدد رابطهٔ جنسی» نوشت که در آن پیشنهاد داده‌بود ربات‌های جنسی و کارگرهای جنسی ناگزیر برای پاسخ‌گویی به نیازهای جنسی اینسل‌ها به‌کار گرفته خواهند شد. برخی مفسران، از جمله توبی یانگ، با این دیدگاه موافقت کردند و ربات‌های جنسی را «راه‌حل قابل اجرا» دانستند؛ اما دیگران این مقاله را به‌دلیل کالایی‌سازی زنان و مشروعیت‌بخشی به ایدئولوژی اینسل‌ها به‌شدت نقد کردند.
روزنامه‌نگار زک بیوچمپ نگرانی‌هایی را دربارهٔ دیگر اشکال آسیب ناشی از اینسل‌ها مطرح کرده که ممکن است در توجه ویژه به خشونت‌های جمعی نادیده گرفته شوند؛ او به پست‌هایی در فروم‌ها اشاره می‌کند که کاربران در آن به فریب دادن، فریاد کشیدن بر سر زنان و آزار جنسی آنان افتخار می‌کنند. لیزا سوگیورا، مدرس دانشگاه پورتسموث، فروم‌های اینسل را «زن‌ستیزی شبکه‌ای» توصیف کرده و هشدار داده‌است که باید پست‌های این فروم‌ها نه‌تنها در زمینهٔ نفرت‌پراکنی بلکه به‌عنوان گونه‌ای از گرومینگ در نظر گرفته‌شوند که می‌توانند مردان جوان تأثیرپذیر و سرخورده را رادیکال کنند. برخی پژوهش‌های جامعه‌شناختی دربارهٔ جوامع اینسل آن‌ها را نمونه‌ای از مردسالاری هیبریدی تحلیل کرده‌اند؛ نوعی مردسالاری که در آن مردان برخوردار از امتیاز سعی می‌کنند خود را از مردسالاری هژمونیک متمایز نشان دهند، در حالی که هم‌زمان آن را بازتولید می‌کنند.

### دربارهٔ پلتفرم‌هایی که به جوامع اینسل خدمات ارائه می‌دهند
پلتفرم‌هایی که میزبان محتوای اینسل بوده‌اند یا هستند نیز مورد انتقاد قرار گرفته‌اند. از جمله ردیت که انجمن r/incels را در سال ۲۰۱۷ مسدود کرد و بیشتر انجمن‌های باقی‌ماندهٔ اینسل را نیز در سپتامبر ۲۰۱۹ بست، با این حال همچنان میزبان برخی کاربران با هویت اینسل است؛ و توییتر نیز از جمله پلتفرم‌های منتقدشده‌است. کلودفلر، شرکتی که خدماتی همچون محافظت در برابر حملات DDoS، کَش کردن و پنهان‌سازی محل میزبان محتوای اصلی ارائه می‌دهد، نیز به‌دلیل محافظت از وب‌سایت‌های اینسل حتی پس از آن‌که میزبانان وب خدمات خود را متوقف کرده‌اند، مورد انتقاد قرار گرفته‌است.

### دربارهٔ گزارش‌گری و پژوهش
رسانه‌هایی که پس از حملات مرتبط با اینسل در دههٔ ۲۰۱۰ به پوشش این موضوع پرداختند، به‌دلیل گزارش‌های «نفس‌گیر»، عادی‌سازی جوامع اینسل با معرفی آن‌ها صرفاً به‌عنوان «افراد دچار ناکامی جنسی» و نیز هدایت مخاطبان به سوی این جوامع مورد انتقاد قرار گرفته‌اند. برخی گزارش‌ها همچنین بابت پررنگ کردن چهرهٔ مهاجمان یا سرزنش قربانی، مثلاً با القای این‌که زنانی که پیشنهادهای جنسی یا عاطفی مهاجمان را رد کرده‌اند، در بروز حملات نقش داشته‌اند، مورد انتقاد واقع شده‌اند. افرادی که با دیدی همدلانه به موضوع پرداخته‌اند نیز بابت مشروعیت‌بخشی به ایدئولوژی اینسل‌ها مورد انتقاد قرار گرفته‌اند، مانند سامانتا کول در Vice که رسانه‌هایی را که «فرهنگ اینترنتی سمی را به‌عنوان ایدئولوژی معتبر» بازتاب می‌دهند محکوم کرده‌است.
در گزارشی از سوی اندیشکدهٔ پژوهش سیاسی که در سال ۲۰۲۱ منتشر شد، ام. کلی دربارهٔ تلاش‌های اخیر برخی اینسل‌ها برای «بازتعریف» هویت‌شان نوشت و بیان کرد که «این تلاش‌ها از سوی برخی پژوهشگران، روزنامه‌نگاران و کارشناسانِ مقابله با افراط‌گرایی خشونت‌آمیز نیز تقویت شده‌است، چرا که آنان در تلاش برای شناخت اینسل‌ها، عملاً بستری برای گسترش صدای آنان فراهم کرده‌اند. این بسترها به اینسل‌ها امکان داده تا روایت عمومی دربارهٔ خود را بازسازی کنند، تهدید ناشی از جامعه‌شان را کم‌اهمیت جلوه دهند، و شکایات آمیخته با نفرت خود را تقویت یا حتی مشروع جلوه دهند؛ آن‌هم با تمرکز بر این برداشت که قربانی زنانی هستند که به آن‌ها رابطه نمی‌دهند».
کلی از پادکستی با عنوان پروژهٔ اینسل نیز انتقاد کرده‌است؛ زیرا به گفتهٔ او این برنامه بدون به چالش کشیدن یا بررسی صحت گفته‌های اینسل‌ها، بستر نشر ایدئولوژی آن‌ها را فراهم کرده‌است. او گفت که سازندهٔ این پادکست، نعما کِیتز، «دیگر صرفاً راوی زن‌ستیزی اینسل‌ها نیست، بلکه آن را توجیه کرده و به جهان منتقل می‌کند». کلی همچنین مرکز بین‌المللی مطالعات افراط‌گرایی خشونت‌آمیز (ICSVE) را به خاطر انتشار چندین گزارش دربارهٔ اینسل‌ها که به‌طور مشترک توسط کِیتز و مدیر یکی از انجمن‌های بزرگ اینسل نوشته شده بود، مورد انتقاد قرار داد. او نوشت: «در حالی‌که گزارش‌های پیشین ICSVE بر داده‌های اولیه مانند مصاحبه و پرسش‌نامه با اعضای جامعهٔ مورد بررسی تکیه داشت، به نظر می‌رسد این نخستین‌بار است—چه در ICSVE و چه در تحقیقات دانشگاهی به‌طور کلی—که یکی از اعضای فعال جامعه‌ای با ایدئولوژی تبعیض‌آمیز یا خشونت‌آمیز، در نگارش گزارش پژوهشی مشارکت مستقیم دارد».

## بازنمایی در فرهنگ عامه
میشل ولبک، در نخستین رمان خود با عنوان هر چه باشد (۱۹۹۴)، به‌نظر می‌رسد نمونه‌های آغازین اینسل‌ها را به تصویر کشیده باشد. با این‌حال، در آن زمان نه این اصطلاح وجود داشت و نه جوامع آنلاینی که اکنون با این عنوان شناخته می‌شوند. شخصیت اصلی داستان، مردی سی‌ساله و بی‌نام است که ظاهری نازیبا دارد، فاقد مهارت‌های اجتماعی است و از افسردگی رنج می‌برد؛ و همین باعث می‌شود با وجود شغل عالی‌اش در حوزهٔ فناوری اطلاعات، میان زنان محبوبیتی نداشته باشد. وضعیت برای همکار او حتی بدتر است؛ مردی که به‌شدت زشت است و در ۲۸سالگی هنوز باکره مانده. شخصیت اصلی سعی می‌کند دوستش را به قتل زنی که او را طرد کرده، ترغیب کند، اما دوستش در آخرین لحظه از این کار صرف‌نظر می‌کند. در این رمان، شخصیت اصلی دربارهٔ پیامدهای ویرانگر انقلاب جنسی تأمل می‌کند. از نظر او، آزادی جنسی باعث شده مکانیزم بازار بر روابط انسانی حاکم شود. در نتیجه، افراد زیبا همه‌چیز را به‌دست می‌آورند و افراد زشت هیچ‌چیز.
دو قسمت از مجموعهٔ درام جنایی آمریکایی نظم و قانون: واحد قربانیان ویژه بر اساس موضوع اینسل‌ها ساخته شده‌است. در فصل شانزدهم، قسمت "Holden's Manifesto" (۲۰۱۴) بر پایهٔ شخصیت الیوت راجر و کشتار ایسلا ویستا در سال ۲۰۱۴ ساخته شده‌است. در فصل بیستم، قسمت "انتقام" (۲۰۱۸) گروهی از اینسل‌ها را به تصویر می‌کشد که برای گرفتن انتقام، به قربانیان وسواس یکدیگر حمله می‌کنند و برای همدیگر بهانه‌سازی می‌کنند. این خط داستانی از رمان دههٔ ۱۹۵۰ با عنوان غریبه‌هایی در قطار الهام گرفته شده‌است. در یکی از قسمت‌های مجموعهٔ پزشکی آمریکایی پپزشک شیکاگویی نیز بیماری با هویت اینسل به تصویر کشیده شده‌است که در جریان یک تیراندازی کور که کارکنان بیمارستان را هدف گرفته بود، مجروح می‌شود.
رمان هشدار منصفانه، نوشتهٔ مایکل کانلی و منتشرشده در سال ۲۰۲۰، یک رمان دلهره‌آور است که در آن شرکتی به تصویر کشیده می‌شود که داده‌های آزمایش‌های ژنتیکی زنانی را می‌خرد که از نظر ژنتیکی مستعد اعتیاد جنسی شناسایی شده‌اند. این شرکت سپس نام و نشانی این زنان را به اینسل‌ها می‌فروشد، که یکی از آن‌ها قاتل زنجیره‌ای است.
فیلم علمی‌تخیلی جانور محصول سال ۲۰۲۳ نیز یکی از شخصیت‌هایش را بر اساس الیوت راجر طراحی کرده‌است.
مینی‌سریال بریتانیایی نوجوانی که در سال ۲۰۲۵ از طریق نتفلیکس منتشر شد، به‌طور مستقیم به فرهنگ اینسل می‌پردازد. این مجموعه که در چهار قسمت روایت می‌شود، داستان جیمی میلر، پسر سیزده‌ساله‌ای را دنبال می‌کند که به‌اتهام قتل هم‌کلاسی‌اش، کیتی، بازداشت شده‌است. از خلال بازجویی‌های پلیسی و ارزیابی‌های روان‌شناختی، مشخص می‌شود که جیمی تحت تأثیر ایدئولوژی‌های آنلاین مرتبط با منوسفیر و جوامع اینسل قرار داشته‌است. این سریال تأثیر شبکه‌های اجتماعی، مردسالاری سمی، و رادیکال‌سازی نوجوانان را بررسی می‌کند.